# Фюсс, Жан Доминик
Жан Доминик Фюсс (фр. Jean Dominique Fuss; 1782, Дюрен, — 1860, Льеж) — бельгийский филолог.
С 1817 года профессор Льежского университета. Новолатинский поэт, Фюсс известен как ярый поклонник латинского языка, который, по его мнению, способен выражать все новейшие идеи, сохраняя классическую чистоту. Фюсс переводил на латинский язык сочинения современных ему великих поэтов.
Главные труды:
- Carmina latina (Кёльн, 1822);
- Goethei Elegiae XXIII et Schilleri Campana (Льеж, 1824);
- Réflexions sur l'usage du latin moderne en poésie (ibid., 1829);
- Poemata latina (1845—46);
- Franç aise de Rimini (перевод на латинский язык отрывка из Данте, Турнэ, 1869).